# Silene compacta
Silene compacta là loài thực vật có hoa thuộc họ Cẩm chướng. Loài này được Fisch. miêu tả khoa học đầu tiên năm 1812.